# Micrurus peruvianus
Micrurus peruvianus este o specie de șerpi din genul Micrurus, familia Elapidae, descrisă de Schmidt 1936. Conform Catalogue of Life specia Micrurus peruvianus nu are subspecii cunoscute.